# ایتاگواتین
ایتاگواتین (به پرتغالی: Itaguatins) یک منطقهٔ مسکونی در برزیل است که در توکانتینس واقع شده‌است. ایتاگواتین ۷۳۹٫۸۴۶ کیلومتر مربع مساحت و ۵٬۸۳۲ نفر جمعیت دارد و ۱۳۰ متر بالاتر از سطح دریا واقع شده‌است.